# 6G
O 6G será a sexta geração de tecnologias de comunicação sem fio com suporte a redes de internet móvel. Será o sucessor do 5G e provavelmente será significativamente mais rápido, a velocidades de ~95 Gb/s. Várias empresas, como Nokia, Samsung, Huawei, LG e MediaTek, demonstraram interesse no 6G. Países como Coreia do Sul, China, Estados Unidos, Rússia, Finlândia e Japão já afirmaram ter interesse no 6G, e em alguns as pesquisas já tiveram início. Acredita-se que o 6G provavelmente estará disponível comercialmente pelos anos de 2030.
O Wi-Fi 6G criado pelo grupo Alliance em 2019, é uma atualização em relação às gerações anteriores de Wi-Fi e permitem velocidades de conexão potencialmente mais rápidas de upload e download (ou taxa de transferência) chegando até 9,6 Gbps, devido ao aumento da largura de banda oferecida pelo Wi-Fi 6. 

## Amplificação
Estudos recentes contribuíram para um progresso marcante na indústria 6G – especialmente porque o 5G está apenas começando. Um grupo baseado na Universidade da Califórnia em Santa Bárbara (UCSB) reivindicou um progresso significativo ao construir um dispositivo que pode acelerar o processo de desenvolvimento e economizar muito tempo durante a fase de projeto. Eles relataram aspectos importantes do dispositivo, incluindo um transistor de alta mobilidade de elétrons de nitreto de gálio “n-polar”, em dois artigos que apareceram recentemente na IEEE Electron Device Letters. Essa tecnologia é conhecida como transistor de alta mobilidade de elétrons (HEMT). A presença dessa carga dá ao dispositivo a capacidade de operar em altas frequências, porque os elétrons são livres para se mover rapidamente através dele sem obstrução. Embora os dados ainda não tenham sido publicados, os pesquisadores afirmam que mostram resultados promissores e, de acordo com seu plano, eles irão eventualmente testar os novos dispositivos em frequências ainda mais altas do que já testadas antes (140 GHz e 230 GHz, com ambos firmemente no intervalo de terahertz).
O 6G ainda é um esboço e não há definições técnicas a respeito das suas capacidades finais, mas é esperado que as redes desse tipo usem frequências na casa dos terahertz, aumentando muito a velocidade da internet e reduzindo a latência das conexões. Entre as aplicações, redes 6G poderiam permitir transmissão em tempo real de imagens holográficas e até mesmo conectividade de rede para auxiliar em implantes no corpo humano.

## Pesquisas
Um programa europeu de pesquisa e desenvolvimento da tecnologia 6G chamado Hexa-X, começará em janeiro de 2021 e tem duração prevista de dois anos e meio. As estimativas sobre o lançamento do 6G indicam que a tecnologia só deve se tornar uma realidade comercial em 2030. A expectativa é que as novas redes sejam até 8 mil vezes mais rápida que o 5G. Segundo a Nokia, objetivo da pesquisa é investigar casos de uso das redes de sexta geração, além de criar tecnologias de base e os fundamentos para implementação do sucessor do 5G. O programa da União Europeia para desenvolvimento do 6G é liderado pela Nokia, mas conta com a participação de outras empresas com sede no continente, como a sueca Ericsson e a alemã Siemens. Universidades e institutos de pesquisas, além de grandes operadoras europeias, como Orange, Telecom Italia e Telefónica, também participam do projeto.
Movimentos parecidos também vêm ocorrendo em outros continentes e países por conta do caráter estratégico relacionado ao domínio desse tipo de tecnologia. A China, por exemplo, já colocou em órbita um satélite de conexão 6G, enquanto que empresas como Huawei, Xiaomi e Samsung já realizam suas próprias pesquisas sobre a nova geração de redes móveis. A Coreia do Sul já fala em um programa piloto de redes 6G já em 2026, antecipando em quatro anos aquela que se entende como a data viável mais próxima de um lançamento comercial da tecnologia.

## Lançamento de satélite de teste
Em 6 de novembro de 2020, a China lançou com sucesso um satélite experimental de teste do 6G em órbita, junto com 12 outros satélites usando um único foguete lançador Longa Marcha 6. O satélite vai analisar a tecnologia de comunicação terahertz (THz) no espaço, um avanço na comunicação espacial, segundo o jornal Global Times.